# آناتولی کوالوسکی
آناتولی کوالوسکی (انگلیسی: Anatolii Kovalevskyi؛ زادهٔ ۲۴ ژوئن ۱۹۹۰) ورزشکار اسکی صحرانوردی اهل اوکراین است.
وی در مسابقات کشوری و بین‌المللی در مجموع برندهٔ ۱ مدال نقره، ۱ مدال برنز شده‌است.